# Queensland Academy of Sport
Die Queensland Academy of Sport (kurz auch QAS) ist ein Institut zur Förderung von Leistungssportlern im australischen Bundesstaat Queensland. Es wurde im Jahr 1991 gegründet und befindet sich im Queensland Sport and Athletics Centre in Nathan, einem Stadtteil von Brisbane.
Die Akademie wurde im Mai 1991 eröffnet und über 600 Sportler in über 22 Sportarten, darunter Leichtathletik, Kanusport, Fahrradfahren, Gymnastik, Hockey, Netball, Rudern, Segeln, Schwimmen und Wasserball.
Daneben unterhält das QAS zahlreiche Partnerschaften mit anderen Mannschaftssportart, darunter die Queensland Baseball Academy oder Queensland Academy of Sport Soccer.

## Bekannte Sportler
- Grant Hackett (* 1980), Schwimmer
- Susie O’Neill (* 1973), Schwimmerin
- Kieren Perkins (* 1973), Schwimmer
- Stephanie Rice (* 1988), Schwimmerin
- Samantha Stosur (* 1984), Tennisspielerin
- Michael Thwaite (* 1983), Fußballspieler
- Ken Wallace (* 1983), Kanute
- Vicki Wilson (* 1965), Netballspieler
- Robbie Kruse (* 1988), Fußballspieler
- Rebekah Stott (* 1993), Fußballspielerin